# Michael Hester
Michael Hester (Nova Zelanda, 2 de maig del 1972), és un àrbitre de futbol neozelandès. Hester és àrbitre internacional FIFA des de 2007. Fins ara ha dirigit partits en grans esdeveniments com els Jocs Olímpics d'Estiu de 2008 o la Copa Confederacions 2009. El febrer del 2010 va ser assignat per arbitrar al Mundial 2010.